# Keep Talking and Nobody Explodes
Keep Talking and Nobody Explodes (с англ. — «Продолжай говорить и никто не взорвётся») — компьютерная игра в жанре головоломки, разработанная и изданная канадской командой разработчиков Steel Crate Games. Выпуск игры состоялся в октябре 2015 года для Windows. Позже состоялся выход игры на MacOS, Linux, Android и PlayStation 4.
Задачей игрока является деактивировать взрывное устройство, в чём ему будут помогать другие игроки, которые читают и передают ему информацию из руководства по обезвреживанию бомбы. Keep Talking and Nobody Explodes поддерживает функцию игры в виртуальной реальности.

## Игровой процесс
Игровой процесс Keep Talking and Nobody Explodes рассчитан на участие как минимум двух игроков, причём один игрок выступает в роли «сапёра», играя в игру на устройстве (поддерживающем управление с помощью клавиатуры и мыши, сенсорного экрана и геймпада, а также гарнитуры виртуальной реальности), а остальные игроки выступают в роли «экспертов», читающих предоставленное руководство по обезвреживанию бомбы. Само руководство находится на специальном сайте; его можно открыть в браузере, скачать в виде файла, а после чего, для удобства, даже распечатать. По замыслу игры, сапёр не может смотреть в руководство и должен полагаться на экспертов. Аналогичным образом эксперты не могут видеть бомбу и должны полагаться на сапёра, который должен описать им внешний вид бомбы и находящиеся на ней модули. Общение игроков происходит либо непосредственно, находясь рядом друг с другом, либо удалённо через коммуникационное программное обеспечение.

На изображении показана бомба, состоящая из нескольких модулей.

Каждая бомба в игре состоит из нескольких модулей: модули независимы друг от друга и могут быть обезврежены в любом порядке. Для деактивации этих модулей необходимо, чтобы сапёр описал их, затем эксперты, используя руководство, определяют какие действия должен предпринять сапёр. Существуют так же нестабильные модули: они не могут быть полностью обезврежены и требуют периодического внимания к себе. У каждой бомбы есть таймер обратного отсчёта, если он достигнет нуля — бомба взорвётся. У бомбы также есть максимальное количество допустимых ошибок, и, если этот максимум будет превышен, бомба также взорвётся. При этом каждая допущенная ошибка будет ускорять таймер бомбы. Другие факторы, мешающие сапёру — это отключающийся свет в комнате, сигнал тревоги, или звонящий будильник.
Модули используют сложные наборы команд и элементы головоломок, которые необходимо решить; например, экспертам, потребуется направлять сапёра через лабиринт, при этом сапёр не видит стен лабиринта. Другие модули используют слова, которые могут быть паронимами других подобных слов (например «sees» и «seas») или являются междометиями (например «uhhh» или «uh huh»), которые можно легко перепутать во время общения. Многие модули имеют несколько этапов, при этом на каждом последующем нужно учитывать и предыдущие этапы. Деактивация некоторых модулей также может зависеть от состояния бомбы, например, сколько ошибок было допущено, какой у бомбы серийный номер, а также наличие батареек и портов.
Прохождение разбито на различные уровни, которые отличаются количеством и типом модулей, временем для обезвреживания бомбы и максимальным количество ошибок. Каждый уровень будет процедурно генерировать бомбу и её модули. Игроки также могут создавать индивидуальные задачи выбирая количество модулей, время и количество ошибок.

## Разработка
Разработчики Аллен Песталуки, Бен Кейн и Брайан Феттер изначально создали игру находясь на Global Game Jam 2014. Там у них в распоряжении были несколько комплектов Oculus Rift и они захотели воспользоваться «новинкой» виртуальной реальности. Их оригинальная игра, симулятор езды на американских горках, привлекла многих людей, но они заметили, что, когда один человек наслаждается игрой, другие ждут своей очереди. Это натолкнуло их на идею игры, в которой могли бы одинаково участвовать как игроки c VR-гарнитурой, так и те, кто наблюдает за ним. Хотя у них в голове было несколько сценариев, идея обезвреживания бомбы оказалась наиболее интересной. Эта идея была так же быстрореализуемой в рамках Game Jam. В конце Game Jam они представили свою игру другим участвующим разработчикам, записав своё первое прохождение игры, которое позже выложили на YouTube; реакция как на Game Jam, так и от зрителей YouTube, назвавших игру «уморительной», смотивировала разработчиков на дальнейшее доведение игры по полноценного релиза. Во время разработки правил обезвреживания модулей, изначально они генерировались процедурно, как и сами бомбы, чтобы их можно было удобно перемешивать между собой для демонстрации на выставке; хотя в финальной версии игры правила обезвреживания статически определены, существует основа, которая может быть использована для смешения правил в будущих версиях. К марту 2016 года было продано более 200 000 экземпляров игры.
Версия игры для PlayStation VR была выпущена 18 октября 2016 года, в то время как версия для платформы виртуальной реальности Google Daydream для Android была выпущена 16 ноября 2016 года. Steel Crate объявила о планах выпустить версию без VR для PlayStation 4, Nintendo Switch и Xbox One 16 августа 2018 года; это будет бесплатное обновление для всех владельцев игры.

## Восприятие
| Сводный рейтинг    | Сводный рейтинг                          |
| Агрегатор          | Оценка                                   |
| ------------------ | ---------------------------------------- |
| Metacritic         | (PC) 71/100 (PS4) 88/100 (Switch) 84/100 |
| Иноязычные издания |                                          |
| Издание            | Оценка                                   |
| Destructoid        | 9/10                                     |

Версия игры Keep Talking and Nobody Explodes для ПК получила «смешанные или средние» отзывы, а версии для Nintendo Switch и PlayStation 4 получили «в целом благоприятные отзывы», согласно данным агрегатора рецензий Metacritic.
Destructoid поставил ей оценку 9 из 10, сказав: «Если вам надоело постоянно играть в „Карты против человечества“, „Монополию“ и настольную игру Gargoyles, то игра Keep Talking and Nobody Explodes определённо даст вам то, что вы ищете, если у вас есть друзья, готовые взяться за дело».
Сэм Мачковеч из Ars Technica в своём обзоре назвал игру «обязательной к покупке», при этом отметив, что после того, как игроки разберутся с некоторыми модулями, то игровой процесс будет больше похож на рутину, чем на вызов. Он также отметил потенциал игры как «игры для вечеринок», которая одинаково интересна и для игрока, и для зрителя.
На церемонии награждения Национальной академии торговых рецензентов видеоигр (NAVGTR) в 2015 году игра Keep Talking and Nobody Explodes победила в номинации «Игра, стратегия». Игра также получила награду «Совершенство в дизайне» и была номинирована на главный приз Seumas McNally и награду Nuovo (инновации) на Фестивале независимых игр 2016 года. Steel Crate Games была номинирована за игру на премию 2016 Game Developers Choice Awards в категории «Лучший дебют», и British Academy Games Awards в 2016 году. Официальный британский журнал PlayStation Magazine назвал её третьей лучшей игрой для PS VR.
Летом 2018 года, благодаря уязвимости в защите Steam Web API, стало известно, что точное количество пользователей сервиса Steam, которые играли в игру хотя бы один раз, составляет 836 026 человек.